# 대한민국 형사소송법 제85조
대한민국 형사소송법 제85조는 구속영장집행의 절차에 대한 형사소송법의 조문이다.

## 조문
제85조(구속영장집행의 절차) ① 구속영장을 집행함에는 피고인에게 반드시 이를 제시하여야 하며 신속히 지정된 법원 기타 장소에 인치하여야 한다.
②제77조제3항의 구속영장에 관하여는 이를 발부한 판사에게 인치하여야 한다.
③구속영장을 소지하지 아니한 경우에 급속을 요하는 때에는 피고인에 대하여 공소사실의 요지와 영장이 발부되었음을 고하고 집행할 수 있다.
④전항의 집행을 완료한 후에는 신속히 구속영장을 제시하여야 한다.

第85條(拘束令狀執行의 節次) ① 拘束令狀을 執行함에는 被告人에게 반드시 이를 提示하여야 하며 迅速히 指定된 法院 其他 場所에 引致하여야 한다.
②第77條第3項의 拘束令狀에 關하여는 이를 發付한 判事에게 引致하여야 한다.
③拘束令狀을 所持하지 아니한 境遇에 急速을 要하는 때에는 被告人에 對하여 公訴事實의 要旨와 令狀이 發付되었음을 告하고 執行할 수 있다.
④前項의 執行을 完了한 後에는 迅速히 拘束令狀을 提示하여야 한다.

## 참고 문헌
- 손동권 신이철, 새로운 형사소송법(초판, 2013), 세창, 2013. ISBN 9788984114081